# 抜歯
抜歯（ばっし）とは、歯を抜く行為のことである。狭義には、歯科医師、医師が人為的に患者の口腔内から歯を抜く医療行為を指す。

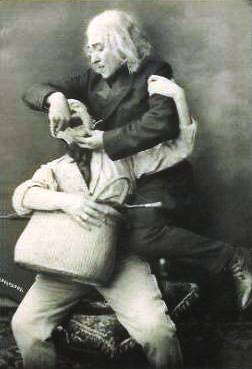
近代前期の抜歯をコミカルに風刺したもの。現在では歯科麻酔学の発達により痛みはかなり軽減されている。

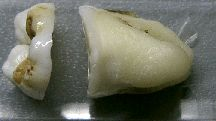
第三大臼歯を切断して抜歯

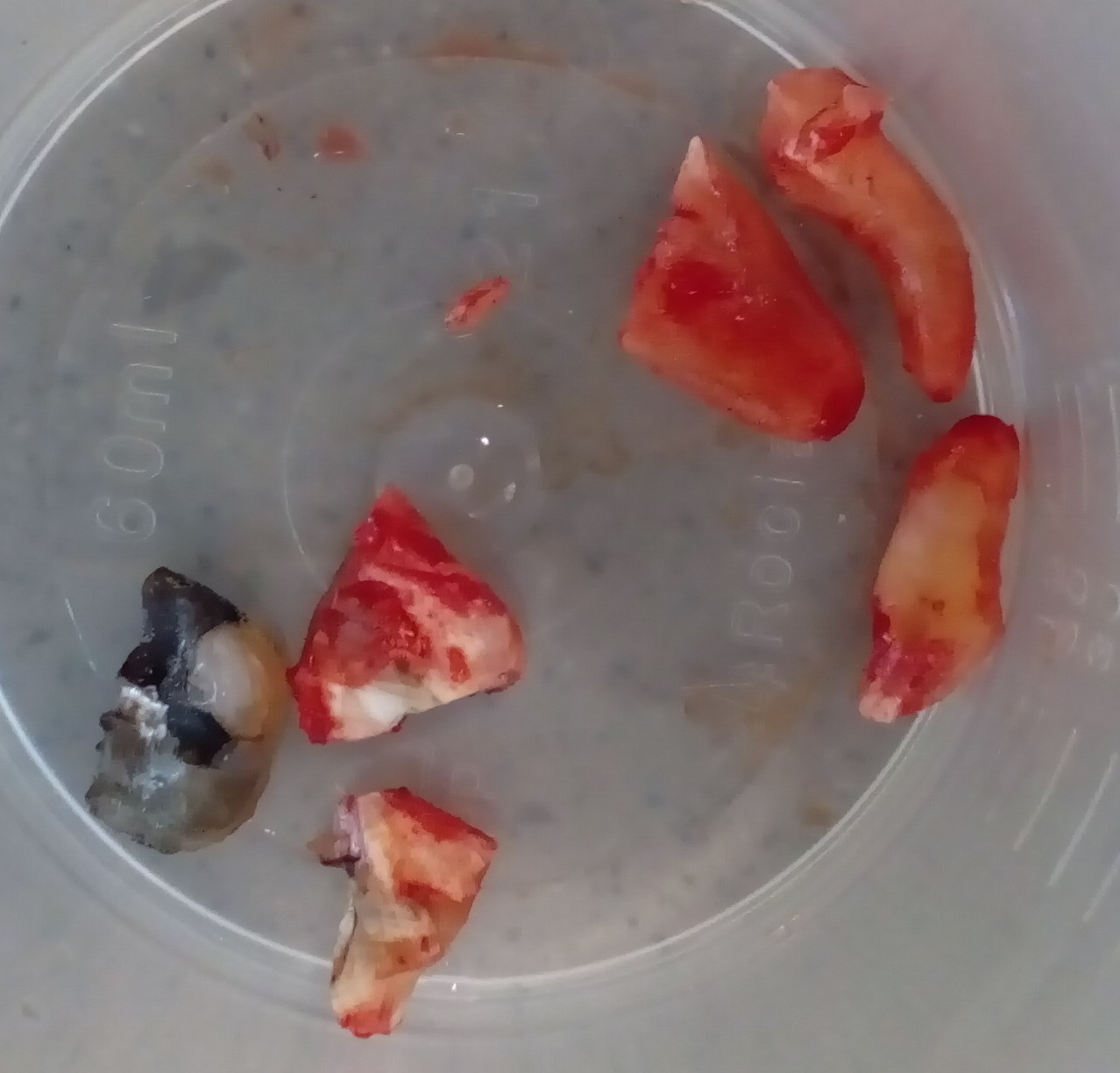
3つの歯根を切断して抜歯

歯科医療においては、すでに萌出した歯だけでなく、埋伏歯を取り除くことも含まれる。水平に埋伏した第三大臼歯（親知らず）等の場合は、一般的な抜歯と異なり、歯肉を切開したり歯を切断したりして抜歯することもある。近年ではできるだけ歯を残す方向に歯科全体が動いてきているが、それでも抜歯適応となることは多い。日本では部分的に局所麻酔で抜歯を行う事が一般的であるが、第三大臼歯の抜歯などでは全身麻酔で行うことが多い国もある。

## 適応
抜歯が適応となる症例としては、
1. う蝕や歯髄炎、歯周病がきわめて進行し、あるいは治療効果が期待できない根尖病巣を持つため、歯の保存が不可能となる場合
2. 隣接歯や歯周組織に悪影響を与える場合
3. 歯性感染症や歯原性嚢胞、歯原性腫瘍の原因歯となっている場合
4. 矯正や補綴のために必要な場合
5. 下顎骨骨折や上顎骨骨折において、治療の妨げとなる歯
6. 悪性腫瘍を刺激する歯

等がある。
また、抜歯は治療上の必要性が認められれば、歯科医師だけでなく、医師が行うことも可能である。具体的には、気管チューブを挿管する時に、歯が不安定だと最悪の場合歯が抜けて気管に入り込んでしまう恐れがある。この場合には医師であっても抜歯を行うことがある。

## 禁忌
歯学の進歩により、これまで絶対的禁忌とされていた多くの症状が、相対的禁忌となってきた。このため、症状の安定期で有れば可能になってきた。しかし、依然危険であることに変わりはなく、それぞれの疾患等の専門医と歯科医師の協力の下抜歯が行われる。
全身的要因
- 循環器障害 - 疾患の増悪
- 血液疾患 - 異常出血や、止血が困難となることがある
- 月経 - 異常出血
- 妊娠 - 妊娠初期に流産、妊娠後期に早産の危険性あり
- 肝疾患 - 疾患の増悪
- 腎疾患 - 疾患の増悪

局所的要因
- 抜歯部位の炎症
- 悪性腫瘍の上にある歯

## 偶発症
抜歯を行うことによって、偶発症が発生することがある。偶発症の中には、歯科医師の力量や注意の不足によるものもあれば、患者本人の不注意によるものもあるが、注意しても避けられないものも多い。しかし、どのような状況が発生しても対応する判断力が歯科医師には必要とされる。
抜歯の偶発症でもっとも知られるものは、三叉神経や顔面神経の麻痺である。たとえば、下顎の歯、特に下顎第三大臼歯では、根尖部のすぐ近くを三叉神経第三枝である下顎神経の枝の下歯槽神経が走行している。抜歯時に歯根がこの下歯槽神経を圧迫し、傷つけるという事がある。これにより口唇等にしびれが長期にわたり残ることがある。一方、レントゲン上では歯根と神経とに十分な距離があり、暴力的抜歯、過度な抜歯窩掻爬といった過失が認められないにもかかわらず、ある意味不可避的に神経麻痺が生じることもある。
下顎第三大臼歯の抜歯で、もっとも恐ろしい偶発症は、翼突下顎隙に抜去した歯牙が迷入することであり、口腔底に感染源を押し込むことになり、しばしば重篤な感染が生じる。また、迷入歯牙を摘出するためには，全身麻酔下で外部からの切開を必要とすることが多い。
この他、上顎の歯が、上顎骨の上顎洞に迷入することや、抜歯後に止血しにくいことや、いったん止血した後に再び出血すること（後出血）等がある。軽度の血友病などの血液疾患がこのことにより発覚することもある。またどの歯においても起こり得るものとして抜く前に歯根が入っていた穴が塞がらず開いたままになり歯槽骨が露出するドライソケットがある。

## 通過儀礼としての抜歯
通過儀礼において、あえて特定の永久歯を抜く儀式が行われる場合がある。以下は各国の例である。

### 日本

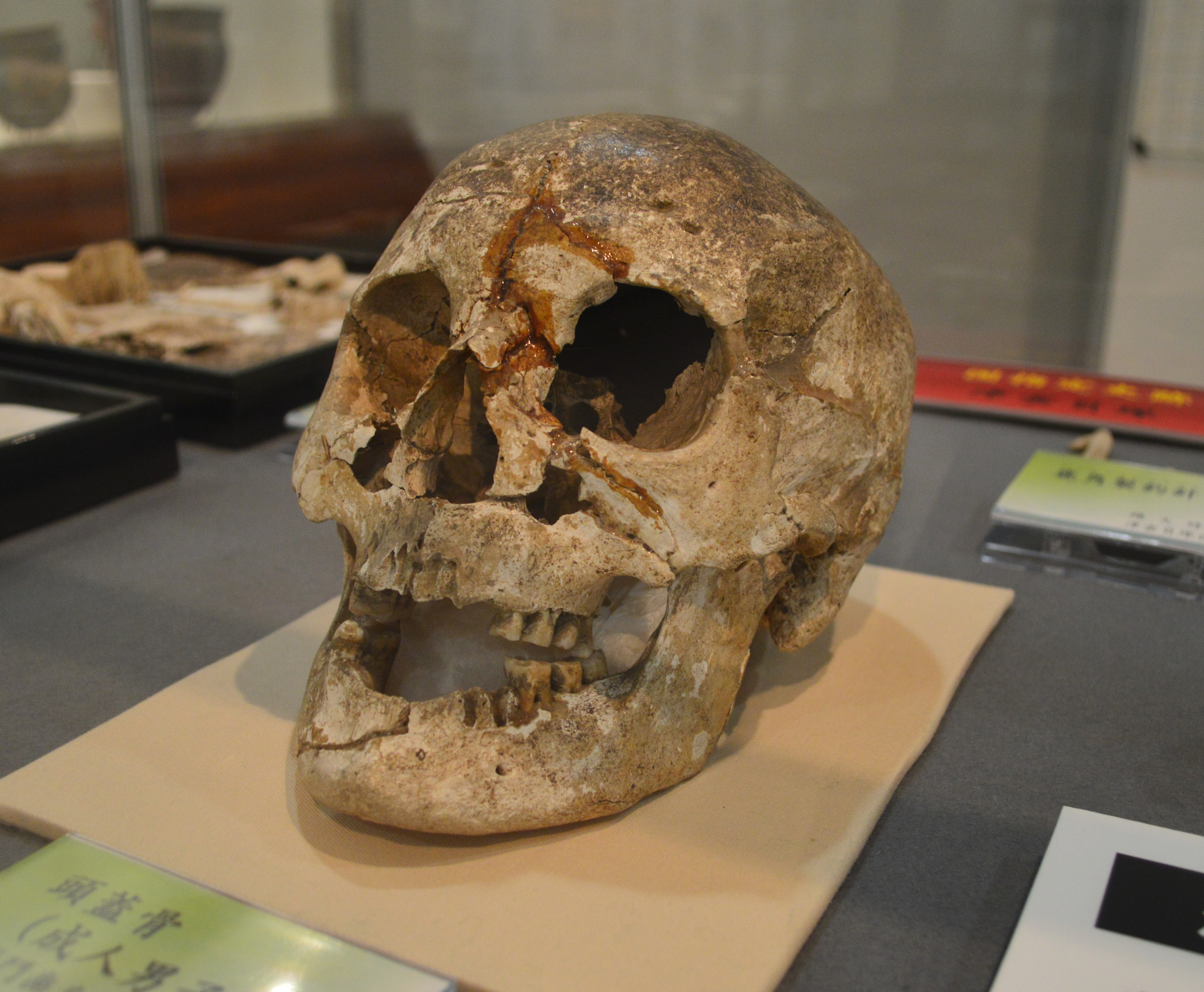
縄文時代の抜歯人骨
津雲貝塚（岡山県笠岡市）出土。笠岡市立郷土館展示。

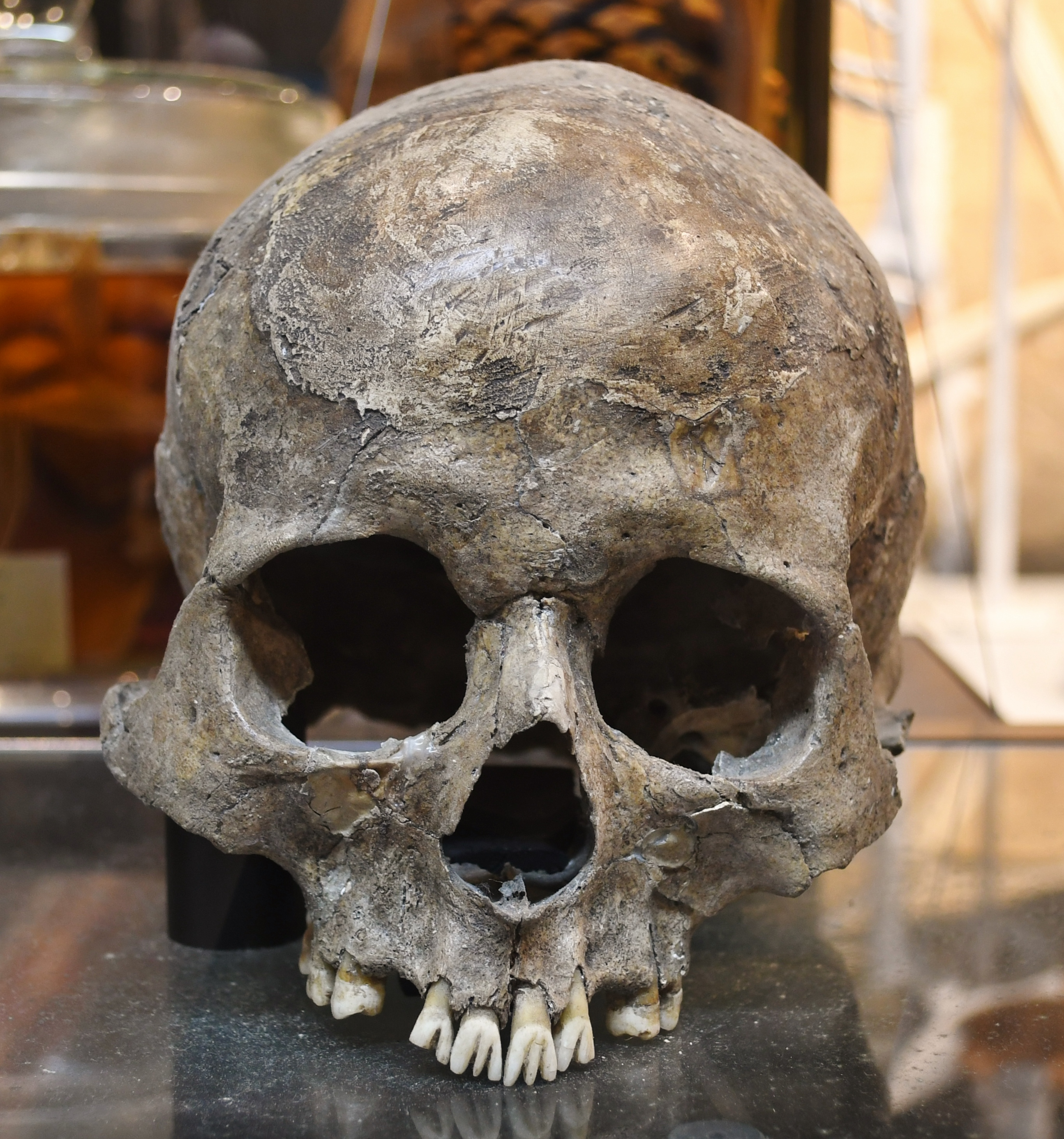
縄文時代の叉状研歯人骨
伊川津貝塚（愛知県田原市）出土。東京大学総合研究博物館展示。

日本においては、縄文時代の土坑墓や貝塚から出土するヒトの頭骨において、健康な歯を抜いている事例が多いことから、抜歯が広く通過儀礼として行われていたことが明らかにされている。埋甕の風習に遅れ、縄文中期末・大木10式期（約4千年前）に大木式文化圏内の仙台湾岸内から発生し（後述書 p.138）、後期初頭には関東地方に南下し、後期中葉には九州地方の一角にも伝播が確認される（後述書 p.138）。最も発達した後・晩期になると、地域によっては、年齢階梯制社会（年齢による社会秩序化）が形成されていた可能性が指摘されている（後述書 p.138）。その施行率は高く、愛知県豊橋市の稲荷山貝塚では41体全員に、同県田原町の吉胡貝塚では133体中125体の94パーセントに達し、男女の性差にかかわりなく、行われていた。
縄文抜歯の型式・系統に関しては、成人式の「基本型」として、上の2本の門歯（＝切歯）が抜かれ（後述書 p.19）、その後、下の門歯4本を抜く「門歯（切歯）系」と下の犬歯2本を抜く「犬歯系」の2系列に別れ、前者は自村出身者において行われ、後者は他村出身者に見られ（後述書 p.19）、さらに初婚時の「単純型」と再婚時の「複雑型」に分類される。愛知県の伊川津・稲荷山・吉胡貝塚の人骨調査では、門歯系と犬歯系は、混在して葬られることはなく、埋葬位置から考えても門歯系の優位の状態が認められるとされる（前書 p.19）。少数事例として、叉状研歯（歯を溝状に掘る）があり（伊川津貝塚）、呪術者と考えられている。
縄文中期では犬歯1-2本の抜歯であったものが、晩期に至ると、東海地方や瀬戸内海地方においては多い時に14本の抜歯事例が確認されるようになり（後述書 p.124. ）、研究から成人式において上顎の犬歯2本をまず抜き、その後、下顎の犬歯ないし切歯と2つの段階を経ており、人生の節目において行われたものと想定されるが（後述書 p.124.）、後期後半から晩期の寒冷化の関連も示唆される。
また、日本の古代社会において、抜歯は家長継承における儀礼の一環だったという考えもあり、女性の頭骨から見られる抜歯の事例が5世紀までであったことから、女性が家長と成り得たのは、古墳時代では5世紀までであるという説もある。

### 中国
中国においても、出土人骨・文献記録で抜歯は確認される（後述書）。古くは7000年前に遡り、この風習が日本やシベリア、ポリネシア、果てはアメリカ大陸まで伝わったと考えられている。
中国の場合、抜去歯牙は上顎側切歯に限定されており、龍山期から元代までは男女とも存在し、性差も認められず、日本同様、成人・成女式とかかわりがあるとみられる（後述書）。4500年前にこの風習は一度衰退した後、安徽・江蘇・山東付近では上下の中・側切歯を抜く風習が始まった。明代になると、喪に服するために女性が抜歯をするという理由が登場し、清代まで続く。この清代において嫁ぐ直前に抜歯する風習が登場し、台湾や日本の陰歯民話はこれと関係するとされる。中国と地理的に近い西九州の家船の女性にも抜歯風習が残されていた（「家船」を参照）。

## 役作り上の抜歯
映画やTVドラマなどで俳優が自分の年齢より上の老人役を演じる際、徹底した役作りのために健康な歯を抜き、演技をする場合がある（例として、三國連太郎、ブラッド・ピットなど）。一般的に見れば、度の過ぎた役作りだが、当時は、髪型や深じわはかつらや特殊メイクで表現可能でも、歯の有無だけはCG技術が進歩するまで待たなければならなかった（メイクでは前顎の形状は変えられない）。現在は、俳優自体をCG加工できるので俳優が抜歯をする必要性は軽減されているといえる（CGによる歯の抜けたクリーチャー等）。

## 異性が寄らない為の抜歯
仏教僧侶で、顔立ちが美系ゆえにいい寄る異性があとを絶たず、僧としての修行が阻害される為、あえて歯を抜き、老いたる顔に似せ、近づけさせないようにした話が散見する。一例として、尼僧では大田垣蓮月（前歯を抜いた）がいる。通過儀礼とは異なるが、これも宗教思想から来る行為といえる。